# 永田紅
永田 紅（ながた こう、1975年5月31日 - ）は、日本の生化学研究者・歌人。京都大学助教。滋賀県出身。

## 人物
父永田和宏、母河野裕子、兄永田淳も歌人。13歳で父の主宰する短歌結社「塔」に入会。
同志社高等学校、京都大学農学部卒業、京都大学大学院農学研究科博士課程修了。2004年、「Functional analysis of ABC proteins involved in multidrug resistance and membrane lipid dynamics（多剤耐性および膜脂質動態に関わるABCタンパク質の機能解析）」で、京都大学より博士（農学）の学位を取得。
研究者としては、東京大学大学院リサーチフェロー、京都大学物質-細胞統合システム拠点（植田和光グループ）研究員を経て、助教。2010年に欧州生化学連合 (FEBS) 第3回分科会「ABCタンパク質：多剤耐性から遺伝性疾患まで」において、生細胞内の1分子観察技術が膜輸送体のメカニズムの解明に有効であることを示したとして、最優秀若手研究者賞を受賞。
歌人としては大学在学中より『塔』や京都大学短歌会に所属して積極的に活動し、1997年に『風の昼』で第8回歌壇賞を受賞。2001年には第一歌集『日輪』で第45回現代歌人協会賞を受賞した。2013年、京都府文化賞奨励賞を受賞。2023年、第五歌集『いま二センチ』で第28回若山牧水賞を受賞。

## 著書
- 第1歌集『日輪』砂子屋書房 2000.12 ISBN 4790405524
- 第2歌集『北部キャンパスの日々』本阿弥書店（塔21世紀叢書） 2002.10 ISBN 4893738615
- 『現代短歌最前線 新響十人』北溟社 2007.3 ISBN 4894485419

他は、石川美南、生沼義朗、黒瀬珂瀾、笹公人、島田幸典、野口恵子、松野志保、松村正直、松本典子
- 第3歌集『ぼんやりしているうちに』角川学芸出版（21世紀歌人シリーズ） 2010.10 ISBN 4046218304
- 『家族の歌 河野裕子の死を見つめた344日』（家族での共著）産経新聞出版 2011.2。文春文庫 2014.8 ISBN 4167901684
- 第4歌集『春の顕微鏡』青磁社 2018.9
- 第5歌集『いま二センチ』砂子屋書房（塔21世紀叢書） 2023 ISBN 9784790418566

## テレビ
- 「ETV特集 この世の息～歌人夫婦・40年の相聞歌～」 - ETV特集（NHK教育テレビ）（2011年7月10日）
- 「FNNスーパーニュースアンカー」18時台の特集 - 関西テレビ（2012年4月18日）
- 「NHK短歌 題“眼”／愛の歌(4)兄弟姉妹」 - NHK短歌（NHK教育テレビ）（2012年7月1日）
- 「NHK短歌 題“電”／日常の歌と時代 電気」 - NHK短歌（NHK教育テレビ）（2012年7月8日）
- 「NHK短歌 題“夢”／歌ことばの力 都市の風俗を歌う」 - NHK短歌（NHK教育テレビ）（2012年7月15日）
- プレミアムドラマ「うたの家〜歌人・河野裕子とその家族」（2012年8月26日、NHK BSP）- 役:倉科カナ[7]